# Канадсько-югославські відносини
Канадсько-югославські відносини (англ. Canada-Yugoslavia relations, фр. relations Canada-Yougoslavie, сербохорв. kanadsko-jugoslovenski odnosi) — історичні двосторонні відносини між Канадою і зниклою внаслідок розпаду Югославією. 

## Історія

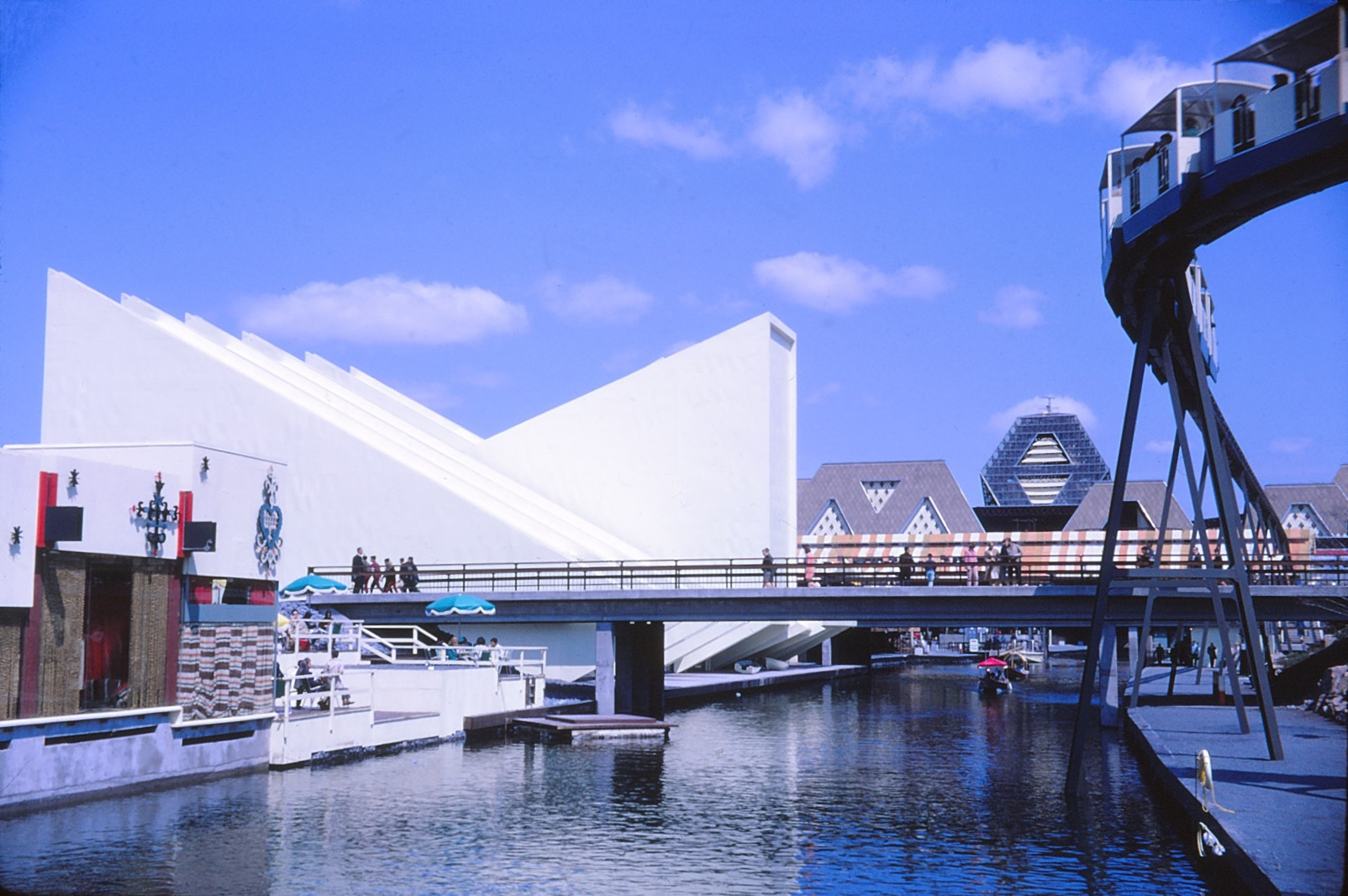
Югославський павільйон на Експо-67.

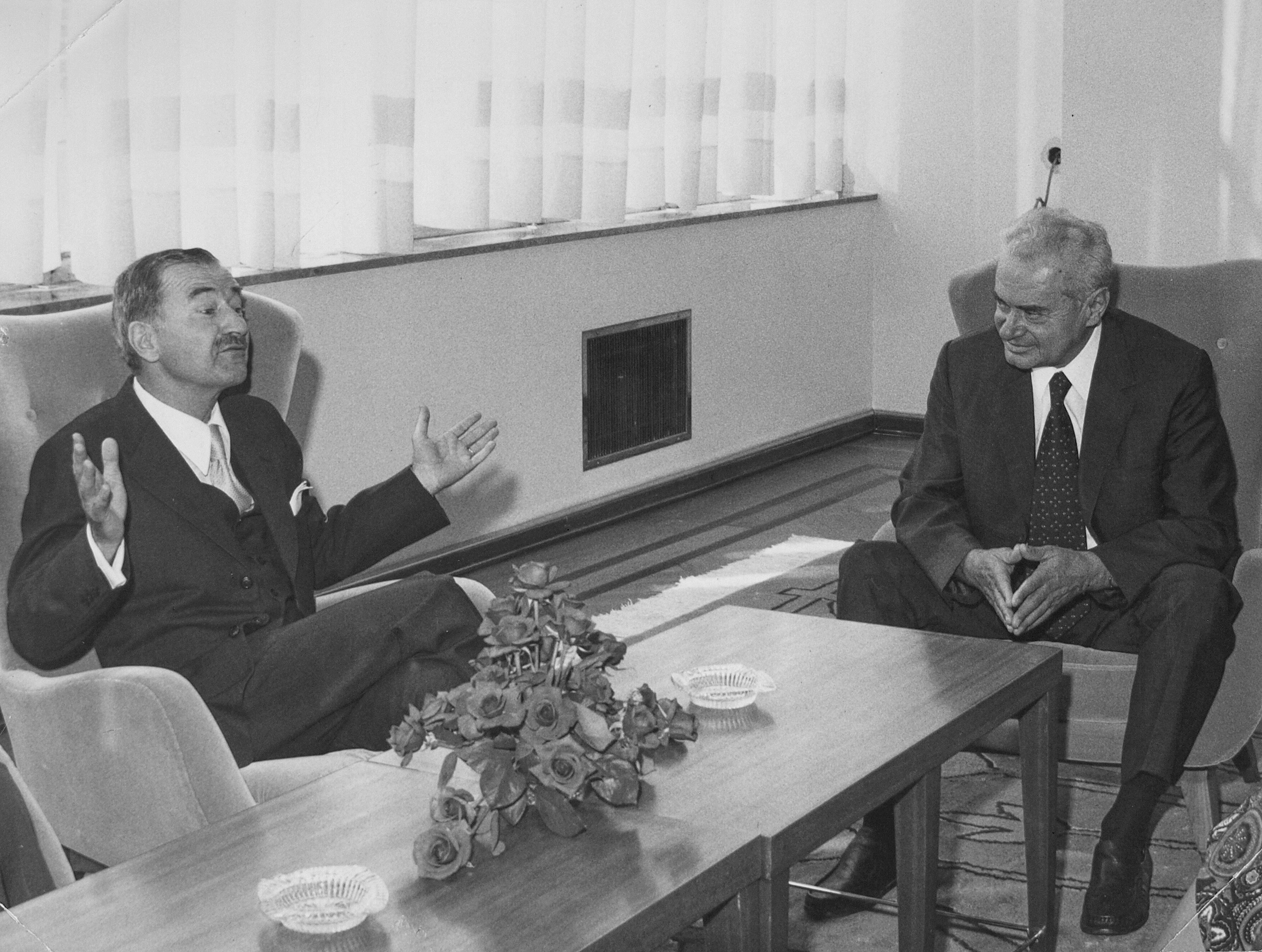
Батько післявоєнної канадської зовнішньої політики Кіт Маклеллан у Югославії

9 лютого 1942 року під час Другої світової війни Канада встановила офіційні двосторонні відносини з югославським урядом у вигнанні. Канада дотрималася раніших рішень Сполучених Штатів і Великобританії та в грудні 1945 року офіційно визнала новий югославський комуністичний уряд.  Наприкінці 1947 року з'явилися плани відкрити канадське дипломатичне представництво в Югославії, які було втілено в життя, після чого представництво в Белграді стало другим на Балканах після відкритого в грецьких Афінах. Хоча Канада не погоджувалася з югославською офіційною марксистською суспільною моделлю, держава все ще вірила, що Югославія прихильно відреагує на канадські ініціативи в ООН, де розвивалася співпраця.
Взаємини набули розвитку після розколу між Тіто і Сталіним 1948 року, коли Канада почала сприймати Югославію як відправну точку протидії радянській гегемонії в країнах Східного блоку. Під час виборів у Раду Безпеки ООН 1949 року Канада рішуче обстоювала кандидатуру Югославії. Однак відносини були обережними через невдоволення югославської сторони наявністю в Канаді югославської еміграції правої націоналістичної спрямованості, яка сповідувала ревізіоністські погляди щодо Другої світової війни. Крім того, Канада була твердою прибічницею Західного блоку, а Югославія просувала політику рівновіддаленості між наддержавами та відігравала помітну роль у розвитку Руху неприєднання. І Канада, і Югославія були в числі перших 51 члена ООН.